# Robert C. Cooper
Robert C. Cooper (Toronto, 14 ottobre 1968) è uno sceneggiatore, produttore cinematografico e regista canadese.
È attualmente produttore esecutivo sia di Stargate SG-1 che di Stargate Atlantis, del quale è anche coautore.
Gli episodi scritti da Cooper sono tra i più accreditati di entrambe le serie; a lui si deve la creazione della maggior parte dell'universo in esse delineato e per di più la fondamentale invenzione degli Antichi, la razza costruttrice degli Stargate, e l'idea dell'alleanza tra le 4 grandi razze, nonostante due di queste - i Nox e gli Asgard - siano state proposte e descritte da altri autori, rispettivamente Hart Hanson e Katharyn Powers.
Cooper è diventato co-produttore esecutivo di Stargate SG-1 nella quarta stagione (2000) e produttore esecutivo completo a partire dalla quinta (2001). In questa, in occasione del centesimo episodio della serie, ha fatto anche una breve apparizione "cameo" (Wormhole X-Treme, episodio 5.12).

## Episodi scritti
Elenco degli episodi scritti per Stargate SG-1 e Stargate Atlantis.
I titoli sono gli originali.

### Stargate SG-1
- The First Commandment
- The Torment of Tantalus
- Singularity
- There But For the Grace of God
- In The Line of Duty
- Need
- Bane
- The Fifth Race
- Fair Game
- Deadman Switch
- Point of View
- The Devil You Know
- Maternal Instinct
- Nemesis
- Small Victories
- Upgrades (riscrittura non accreditata)
- Watergate
- Absolute Power
- Double Jeopardy
- Enemies
- Ascension
- 48 Hours
- Last Stand
- Meridian
- Redemption Pt. 1 & 2
- Frozen
- Unnatural Selection
- Paradise Lost
- Full Circle
- Fallen
- Chimera
- Heroes Pt. 1 & 2
- Lost City Pt. 1 & 2
- New Order Pt. 2
- Zero Hour
- Citizen Joe
- Threads
- Moebius Pt. 1 & 2
- Avalon Pt. 1 & 2
- Origin
- Ethon
- Crusade (anche regista)
- Flesh and Blood
- 200
- The Shroud
- Unending (anche regista)

### Stargate Atlantis
- Rising
- Hide and Seek
- The Gift
- Runner
- Conversion
- Sateda (anche regista)
- Doppelganger (anche regista)
- Vegas (anche regista)

### Stargate Universe
- Episodio pilota

### Film
- Stargate: L'arca della verità (anche regista)